# Renault Initiale
La Renault Initiale è la concept car di una berlina di lusso della casa automobilistica francese Renault, presentata nel 1995 alla Rétromobile e durante alcune sfilate di Louis Vuitton.

## Contesto
La Intiale, disegnata da Florian Thiercelin e Fabio Filippini sotto la direzione di Patrick Le Quément , offre una linea esterna molto originale e interni lussuosi firmati Vuitton. I designer di Louis Vuitton hanno creato appositamente una linea di borse per accompagnare l'Initiale.
Questa concept è all'origine del nome della Renault Iniziale Paris del 2013 e dell'attuale allestimento di alta gamma Iniziale Paris dei modelli Renault. La concept si è trasformata in un modello di serie diventando la Vel Satis, una monovolume di segmento E prodotta tra il 2002 e il 2009.

## Stile
La Intiale si distingue per le proporzioni stravaganti. Dotata di una parte anteriore tanto larga quanto relativamente bassa e di una coda dalle forme semplici e moderne, si riconosce per il particolare design a cupola del tetto. L'ampia superficie vetrata è pensata per dare la massima luminosità all’abitacolo e per aumentare ulteriormente lo spazio per i quattro passeggeri. 
I rivestimenti in pelle degli interni sono creati artigianalmente, con la zona posteriore che integra anche dei tavolini in legno. La tecnologia di bordo è futuristica, con una console centrale da cui vedere film o video memorizzati su disco, mentre il telefono di bordo sostituisce gli smartphone moderni. 

## Caratteristiche tecniche
La Renault Initiale è equipaggiata con la trazione integrale e con un sofisticato sistema di sospensioni ad aria per migliorare il comfort durante i lunghi viaggi. Il motore è un V10 Renault RS6 da 3.5 litri, 392 cavalli a 8000 giri  e 359 Nm di coppia, derivato dalla monoposto di Formula 1 Williams FW16 del 1994 guidata da David Coulthard e Nigel Mansell, accoppiato a un cambio automatico a sei rapporti.